# Squadra olandese di Fed Cup
La squadra olandese di Fed Cup rappresenta i Paesi Bassi nella Fed Cup, ed è posta sotto l'egida della Koninklijke Nederlandse Lawn Tennis Bond.
La squadra partecipa alla competizione dal 1963, anno della prima edizione, e ad oggi il suo miglior risultato è il secondo posto ottenuto nel 1968 e nel 1997 dopo aver perso in finale rispettivamente contro l'Australia 3-0 e contro la Francia 4-1.

## Squadra recente
| Nome                   | Nascita    | Debutto | Ultima app. | Serie | V/P  | V/P | V/P   | Miglior ranking | Miglior ranking |
| Nome                   | Nascita    | Debutto | Ultima app. | Serie | Sin  | Dop | Tot   | Sin             | Dop             |
| ---------------------- | ---------- | ------- | ----------- | ----- | ---- | --- | ----- | --------------- | --------------- |
| Kiki Bertens           | 1991-12-10 | 2011    | 2015        | 13    | 11–1 | 6–1 | 17–2  | 41              | 144             |
| Richèl Hogenkamp       | 1992-04-16 | 2010    | 2015        | 18    | 6–2  | 8–2 | 14–4  | 125             | 147             |
| Lesley Kerkhove        | 1991-11-04 | 2014    | 2014        | 2     | 0–0  | 2–0 | 2–0   | 213             | 176             |
| Michaëlla Krajicek     | 1989-01-09 | 2004    | 2015        | 27    | 10–9 | 7–4 | 17–13 | 30              | 26              |
| Arantxa Rus            | 1990-12-13 | 2008    | 2015        | 18    | 15–6 | 0–2 | 15–8  | 61              | 127             |
| Demi Schuurs           | 1993-08-01 | 2012    | 2012        | 1     | 0–0  | 1–0 | 1–0   | 594             | 211             |
| Angelique van der Meet | 1991-02-20 | 2013    | 2013        | 2     | 0–0  | 2–0 | 2–0   | 228             | 319             |
| Bibiane Weijers        | 1988-05-13 | 2012    | 2014        | 8     | 2–3  | 1–3 | 3–6   | 142             | 473             |

## Risultati
| = Incontro del Gruppo Mondiale |

### 2010-2019
| Anno | Turno                         | Data         | Sede                   | Avversario    | Punteggio | Esito     |
| ---- | ----------------------------- | ------------ | ---------------------- | ------------- | --------- | --------- |
| 2010 | Gruppo I, Fase a gironi       | 3 febbraio   | Lisbona (PRT)          | Bulgaria      | 2 – 1     | Vittoria  |
| 2010 | Gruppo I, Fase a gironi       | 4 febbraio   | Lisbona (PRT)          | Slovenia      | 1 – 2     | Sconfitta |
| 2010 | Gruppo I, Fase a gironi       | 5 febbraio   | Lisbona (PRT)          | Israele       | 3 – 0     | Vittoria  |
| 2010 | Gruppo I, Playoff 5º-8º posto | 6 febbraio   | Lisbona (PRT)          | Gran Bretagna | 2 – 1     | Vittoria  |
| 2011 | Gruppo I, Fase a gironi       | 2 febbraio   | Eilat (ISR)            | Romania       | 3 – 0     | Vittoria  |
| 2011 | Gruppo I, Fase a gironi       | 3 febbraio   | Eilat (ISR)            | Ungheria      | 3 – 0     | Vittoria  |
| 2011 | Gruppo I, Fase a gironi       | 4 febbraio   | Eilat (ISR)            | Lettonia      | 3 – 0     | Vittoria  |
| 2011 | Gruppo I, Playoff             | 5 febbraio   | Eilat (ISR)            | Svizzera      | 1 – 2     | Sconfitta |
| 2012 | Gruppo I, Fase a gironi       | 1º febbraio  | Eilat (ISR)            | Israele       | 1 – 2     | Sconfitta |
| 2012 | Gruppo I, Fase a gironi       | 2 febbraio   | Eilat (ISR)            | Gran Bretagna | 1 – 2     | Sconfitta |
| 2012 | Gruppo I, Fase a gironi       | 3 febbraio   | Eilat (ISR)            | Portogallo    | 1 – 2     | Sconfitta |
| 2012 | Gruppo I, Playout             | 4 febbraio   | Eilat (ISR)            | Estonia       | 2 – 1     | Vittoria  |
| 2013 | Gruppo I, Fase a gironi       | 7 febbraio   | Eilat (ISR)            | Bulgaria      | 0 – 3     | Sconfitta |
| 2013 | Gruppo I, Fase a gironi       | 8 febbraio   | Eilat (ISR)            | Slovenia      | 3 – 0     | Vittoria  |
| 2013 | Gruppo I, Fase a gironi       | 9 febbraio   | Eilat (ISR)            | Lussemburgo   | 3 – 0     | Vittoria  |
| 2013 | Gruppo I, Playoff 5º-8º posto | 10 febbraio  | Eilat (ISR)            | Ungheria      | 0 – 2     | Sconfitta |
| 2014 | Gruppo I, Fase a gironi       | 4 febbraio   | Budapest (HUN)         | Croazia       | 3 – 0     | Vittoria  |
| 2014 | Gruppo I, Fase a gironi       | 5 febbraio   | Budapest (HUN)         | Belgio        | 3 – 0     | Vittoria  |
| 2014 | Gruppo I, Fase a gironi       | 7 febbraio   | Budapest (HUN)         | Lussemburgo   | 3 – 0     | Vittoria  |
| 2014 | Gruppo I, Playoff             | 9 febbraio   | Budapest (HUN)         | Bielorussia   | 2 – 0     | Vittoria  |
| 2014 | Spareggi Gruppo Mondiale II   | 19-20 aprile | 's-Hertogenbosch (NLD) | Giappone      | 3 – 2     | Vittoria  |
| 2015 | Gruppo Mondiale II            | 7-8 febbraio | Apeldoorn (NLD)        | Slovacchia    | 4 – 1     | Vittoria  |
| 2015 | Spareggi Gruppo Mondiale      | 18-19 aprile | 's-Hertogenbosch (NLD) | Australia     | 4 – 1     | Vittoria  |